# The Mole – Wem kannst du trauen?
The Mole – Wem kannst du trauen? ist eine deutsche Reality-Spielshow, in der die Teilnehmer in verschiedenen körperlichen und geistigen Aufgaben versuchen, Geld zu erspielen. Sie basiert auf dem belgischen Format De Mol, das international unter The Mole vermarktet wird. Eine deutsche Ausgabe wurde bereits von 2000 bis 2001 auf dem Sender ProSieben unter dem Titel Der Maulwurf – Die Abenteuershow ausgestrahlt.
Die Neuauflage der deutschen Ausgabe startete am 6. Mai 2020 auf Sat.1 und wurde von The BossHoss moderiert. Gedreht wurde die Sendung im Oktober und November 2019 in Argentinien.
Der Titel leitet sich ab vom englischen Wort für Maulwurf, einem metaphorischen Ausdruck für einen Saboteur in den eigenen Reihen.

## Konzept
In jeder Folge müssen die Teilnehmer gemeinsam in drei Aktivitäts- und Denkspielen möglichst viel Geld für den Jackpot erspielen. Dieser wird am Ende der Staffel dem übriggebliebenen Sieger ausgezahlt. Einer von den zehn Teilnehmern ist jedoch „The Mole“ („Der Maulwurf“) und versucht die Aufgaben zu sabotieren. Dieser wird von den Produzenten unterstützt. Der Maulwurf muss dabei vorsichtig agieren, weil er nicht von den anderen Teilnehmern erkannt werden darf. Die anderen Teilnehmer müssen anhand der Spiele herausfinden, wer der Maulwurf ist. Andererseits können sie den Verdacht auch auf sich selbst lenken, um die anderen zu verwirren und damit ihre eigenen Gewinnchancen zu erhöhen, denn am Ende jeder Folge müssen die Teilnehmer zwanzig Fragen bezüglich des Maulwurfs beantworten. Je mehr sie über ihn wissen, desto größer ist die Chance ins Finale zu kommen und damit den Jackpot zu gewinnen. Am Ende jeder Folge scheidet der Teilnehmer aus, der am wenigsten über den Maulwurf wusste.

## Teilnehmer
| Platz | Teilnehmer        | Alter | Wohnort                | Beruf             | Ausgeschieden in      |
| ----- | ----------------- | ----- | ---------------------- | ----------------- | --------------------- |
| 1     | Martin Borgmeier  | 28    | München                | Profisportler     | keiner Folge – Sieger |
| M     | Colleen Schneider | 24    | Köln                   | Studentin         | The Mole              |
| 2     | Yves Unser        | 29    | Karlsruhe              | Model             | Folge 8               |
| 3     | Aaron Königs      | 25    | Köln                   | Student           | Folge 7               |
| 4     | Jessica Born      | 53    | Leverkusen             | Servicekraft      | Folge 7               |
| 5     | Paula Krämer      | 23    | Kassel                 | Influencerin      | Folge 5               |
| 6     | Samara Bannikov   | 32    | Bad Teinach-Zavelstein | Zirkusartistin    | Folge 4               |
| 7     | Wolfgang F. Roth  | 66    | Hannover               | Rentner           | Folge 3               |
| 8     | Silvia Marinski   | 37    | Berlin                 | Erzieherin        | Folge 3               |
| 9     | Udo Gangfuß       | 47    | Hamm                   | Berufskraftfahrer | Folge 1               |

## Verlauf

### Folge 1
| Tag                              | Spiel                            | Location                                               | Verlauf | Erspieltes Geld |
| -------------------------------- | -------------------------------- | ------------------------------------------------------ | --- | --------------- |
| 1                                | 1                                | Posta Los Hornillos, Provinz Jujuy, Argentinien        | In diesem Spiel mussten sich die Teilnehmer innerhalb einer Stunde paarweise aus Särgen befreien. Jedes Paar, das sich befreien konnte, erhielt 1.500 Euro. Insgesamt konnten sich drei Paare befreien und somit 4.500 von möglichen 7.500 Euro erspielen. Nach dem Spiel zogen die Teilnehmer in ein Hotel ein und erhielten jeweils ein persönliches Mole-Tagebuch, in dem sie Notizen über die Identität des Moles aufschreiben können. | 4.500 €         |
| 2                                | 2                                | Tilcara, Provinz Jujuy, Argentinien                    | Im zweiten Spiel Lama-Challenge mussten die Teilnehmer Lamas mit einem Lasso auf einer Farm fangen. Zwei der zehn Teilnehmer konnten dabei per Funkgeräte Tipps, welche Lamas gefangen werden soll, an die restliche Gruppe weitergeben. Von den möglichen 4.000 Euro konnten 2.150 Euro erspielt werden. | 2.150 €         |
| 2                                | 3                                | Puente Cabra Corral, Argentinien                       | Im dritten Spiel waren die Teilnehmer mit Seilen an einer Brücke in unterschiedlichen Höhen befestigt. Die Aufgabe der Gruppe war sich in das Wasser fallen zu lassen. Zwar ließ sich jeder fallen, jedoch hat sich ein Kandidat falsch ausgeklinkt und deshalb erhielt die Gruppe kein Geld. 5.000 Euro wären möglich gewesen. | 0 €             |
| 2                                | Ausscheid                        | El Castillo de San Lorenzo, Provinz Salta, Argentinien | Am selben Abend wurden die Fragebögen durch die Teilnehmer ausgefüllt und Udo musste die Show verlassen, da er im Test am schlechtesten abschnitt. |                 |
| In dieser Folge erspieltes Geld: | In dieser Folge erspieltes Geld: | In dieser Folge erspieltes Geld:                       | In dieser Folge erspieltes Geld: | 6.650 €         |

### Folge 2
| Tag                              | Spiel                            | Location                                               | Verlauf | Erspieltes Geld |
| -------------------------------- | -------------------------------- | ------------------------------------------------------ | --- | --------------- |
| 3                                | 1                                | Cafayate, Provinz Salta, Argentinien                   | Im ersten Spiel der Folge The Hunt läuft ein Teilnehmer (Yves) vor den anderen weg, um ein ca. 5 km entfernten Ziel zu erreichen. Dabei muss er vier schwarze Puzzleteile einsammeln. Schafft er innerhalb von 60 Minuten von der Gruppe zu entkommen, erhält er gemäß der Anzahl der Puzzleteile Joker für den Fragebogen. Schafft er es nicht, erhält die Gruppe pro selbst gesammeltem weißen Puzzleteil 500 Euro. Die Gruppe teilt sich in drei Teams auf, die jeweils ein anderes Transportmittel (Pferde, Auto, Hubschrauber) zur Verfügung haben. Kurz vor dem Ziel konnte das Auto-Team den Läufer einfangen. Jedoch aufgrund eines Deals zwischen Läufer und dem Team, erhalten Yves sowie Silvia, Colleen und Martin jeweils vier Joker. Daher erhielt die Großgruppe kein Geld für den Jackpot. 2.000 Euro (bzw. bei einem Verdopplungsdeal) 4.000 Euro wären möglich gewesen. | 0 €             |
| 3                                | 2                                | Bodega Quara, Provinz Salta, Argentinien               | Im Spiel The Winery muss die Gruppe acht Plexiglas-Röhren mit Wein befüllen, damit sie jeweils ein Schlüssel erspielen. Die Schlüssel gehören zu Kisten, die verschiedene Geldbeträge beinhalten. Um die Röhren mit Wein befüllen zu können, muss die Gruppe ein Memory mit Filmliebespaaren lösen. Die Filmtitel stehen auf weiteren, im Weinfeld versteckten Kisten. Diese beinhalten leere Weinflaschen, die wiederum der Weinsorte entsprechend mit Rot- oder Weißwein befüllt werden müssen. Aufgrund einer Salmonellenvergiftung konnten Jessica und Wolfgang gar nicht sowie Aaron und Silvia nur teilweise am Spiel teilnehmen. Die Gruppe konnte sechs von acht Schlüssel bzw. 4.100 Euro erspielen. Aufgrund der geringen Teilnehmerzahl durch Krankheitsausfälle am Spiel wurde der Geldbetrag auf 8.200 Euro verdoppelt.                                                      | 8.200 €         |
| 3                                | 3                                | Quebrada de Rio Toro, Provinz Salta, Argentinien       | Im letzten Spiel erspielte die Gruppe insgesamt 11.720 Euro. | 11.720 €        |
| 3                                | Ausscheid                        | El Castillo de San Lorenzo, Provinz Salta, Argentinien | Am schlechtesten abgeschnitten im Fragebogen hat Samara. Jedoch erhielt sie eine Chance weiter in der Show zu bleiben. |                 |
| In dieser Folge erspieltes Geld: | In dieser Folge erspieltes Geld: | In dieser Folge erspieltes Geld:                       | In dieser Folge erspieltes Geld: | 19.920 €        |
| Bis hier hin erspieltes Geld:    | Bis hier hin erspieltes Geld:    | Bis hier hin erspieltes Geld:                          | Bis hier hin erspieltes Geld: | 26.570 €        |

### Folge 3
| Tag                              | Spiel                            | Location                                               | Verlauf | Verlauf | Verlauf | Verlauf | Verlauf | Erspieltes Geld |
| -------------------------------- | -------------------------------- | ------------------------------------------------------ | --- | --- | --- | --- | --- | --------------- |
| 4                                | 1                                | El Castillo de San Lorenzo, Provinz Salta, Argentinien | Im ersten Spiel der Folge, welches direkt an das Ende der zweiten Folge anschließt, muss Samara im Auto sitzend herausfinden welches Land auf einem außen am Auto angebrachten Aufkleber zu sehen ist. Schafft sie die Aufgabe binnen 60 Minuten darf sie weiterhin an der Show teilnehmen und erhält 1.500 Euro für die Gruppe. Um das Rätsel zu lösen hat sie zehn Eintrittskarten für Fußball-Länderspiele auf denen Codes zu finden sind, einen Fragebogen und ein Funkgerät. Auf dem Fragebogen sind neun Fragen zu finden, deren Anfangsbuchstabe der Lösung das entsprechende Ticket mit dem Land mit dem entsprechenden Anfangsbuchstaben ausschließt. Die Fragen sind personalisiert und können nur von einem aus der Gruppe beantwortet werden. Schlussendlich helfen ihr alle und sie nennt mit dem Code „2503“ auf dem Ticket von Italien die richtige Lösung. | Im ersten Spiel der Folge, welches direkt an das Ende der zweiten Folge anschließt, muss Samara im Auto sitzend herausfinden welches Land auf einem außen am Auto angebrachten Aufkleber zu sehen ist. Schafft sie die Aufgabe binnen 60 Minuten darf sie weiterhin an der Show teilnehmen und erhält 1.500 Euro für die Gruppe. Um das Rätsel zu lösen hat sie zehn Eintrittskarten für Fußball-Länderspiele auf denen Codes zu finden sind, einen Fragebogen und ein Funkgerät. Auf dem Fragebogen sind neun Fragen zu finden, deren Anfangsbuchstabe der Lösung das entsprechende Ticket mit dem Land mit dem entsprechenden Anfangsbuchstaben ausschließt. Die Fragen sind personalisiert und können nur von einem aus der Gruppe beantwortet werden. Schlussendlich helfen ihr alle und sie nennt mit dem Code „2503“ auf dem Ticket von Italien die richtige Lösung. | Im ersten Spiel der Folge, welches direkt an das Ende der zweiten Folge anschließt, muss Samara im Auto sitzend herausfinden welches Land auf einem außen am Auto angebrachten Aufkleber zu sehen ist. Schafft sie die Aufgabe binnen 60 Minuten darf sie weiterhin an der Show teilnehmen und erhält 1.500 Euro für die Gruppe. Um das Rätsel zu lösen hat sie zehn Eintrittskarten für Fußball-Länderspiele auf denen Codes zu finden sind, einen Fragebogen und ein Funkgerät. Auf dem Fragebogen sind neun Fragen zu finden, deren Anfangsbuchstabe der Lösung das entsprechende Ticket mit dem Land mit dem entsprechenden Anfangsbuchstaben ausschließt. Die Fragen sind personalisiert und können nur von einem aus der Gruppe beantwortet werden. Schlussendlich helfen ihr alle und sie nennt mit dem Code „2503“ auf dem Ticket von Italien die richtige Lösung. | Im ersten Spiel der Folge, welches direkt an das Ende der zweiten Folge anschließt, muss Samara im Auto sitzend herausfinden welches Land auf einem außen am Auto angebrachten Aufkleber zu sehen ist. Schafft sie die Aufgabe binnen 60 Minuten darf sie weiterhin an der Show teilnehmen und erhält 1.500 Euro für die Gruppe. Um das Rätsel zu lösen hat sie zehn Eintrittskarten für Fußball-Länderspiele auf denen Codes zu finden sind, einen Fragebogen und ein Funkgerät. Auf dem Fragebogen sind neun Fragen zu finden, deren Anfangsbuchstabe der Lösung das entsprechende Ticket mit dem Land mit dem entsprechenden Anfangsbuchstaben ausschließt. Die Fragen sind personalisiert und können nur von einem aus der Gruppe beantwortet werden. Schlussendlich helfen ihr alle und sie nennt mit dem Code „2503“ auf dem Ticket von Italien die richtige Lösung. | Im ersten Spiel der Folge, welches direkt an das Ende der zweiten Folge anschließt, muss Samara im Auto sitzend herausfinden welches Land auf einem außen am Auto angebrachten Aufkleber zu sehen ist. Schafft sie die Aufgabe binnen 60 Minuten darf sie weiterhin an der Show teilnehmen und erhält 1.500 Euro für die Gruppe. Um das Rätsel zu lösen hat sie zehn Eintrittskarten für Fußball-Länderspiele auf denen Codes zu finden sind, einen Fragebogen und ein Funkgerät. Auf dem Fragebogen sind neun Fragen zu finden, deren Anfangsbuchstabe der Lösung das entsprechende Ticket mit dem Land mit dem entsprechenden Anfangsbuchstaben ausschließt. Die Fragen sind personalisiert und können nur von einem aus der Gruppe beantwortet werden. Schlussendlich helfen ihr alle und sie nennt mit dem Code „2503“ auf dem Ticket von Italien die richtige Lösung. | 1.500 €         |
| 5                                | Ausscheid                        | Finca Lesser, Provinz Salta, Argentinien               | Vor Beginn des zweiten Spiels musste der zweitschlechteste die Gruppe verlassen um diese wieder auf acht Personen zu reduzieren. Damit schied Sylvia aus. | Vor Beginn des zweiten Spiels musste der zweitschlechteste die Gruppe verlassen um diese wieder auf acht Personen zu reduzieren. Damit schied Sylvia aus. | Vor Beginn des zweiten Spiels musste der zweitschlechteste die Gruppe verlassen um diese wieder auf acht Personen zu reduzieren. Damit schied Sylvia aus. | Vor Beginn des zweiten Spiels musste der zweitschlechteste die Gruppe verlassen um diese wieder auf acht Personen zu reduzieren. Damit schied Sylvia aus. | Vor Beginn des zweiten Spiels musste der zweitschlechteste die Gruppe verlassen um diese wieder auf acht Personen zu reduzieren. Damit schied Sylvia aus. |                 |
| 5                                | 2                                | Finca Lesser, Provinz Salta, Argentinien               | Im zweiten Spiel der Folge wurden drei Teams gebildet die jeweils eine Aufgabe anfangen mussten. Das Spiel war an einen Staffellauf angelehnt, bei dem ein Team zu einer Aufgabe reiten musste und mindestens eine Runde beginnen musste. Die Runde konnte jederzeit abgebrochen werden um zurück zum Start- und Zielpunkt zu reiten, um dortt das nächste Team loszuschicken. Dabei gab es bei jedem Spiel unterschiedlich viele Runden und unterschiedlich hohe Geldbeträge pro gewonnener Runde. Das Spiel war auf 90 Minuten limitiert und die verstrichene Zeit wurde nur am Start- und Zielpunkt mitgeteilt. Nach 90 Minuten musste das dritte Team mindestens ihr Spiel begonnen und abgebrochen haben und wieder im Ziel sein. Andernfalls wäre jedes erspielte Geld verloren. Team 1 bestand aus Samara, Paula und Yves. Ihre Aufgabe war es die Anzahl Rinder auf einem Pferd sitzend mit Farbe zu markieren, die vorab gewürfelt wurde. Pro Runde gab es 500 Euro, insgesamt gab es maximal vier Runden. Wenn alle vier Runden erfolgreich gespielt wurden, wurde der in diesem Spiel erspielte Pot von 2.000 Euro auf 4.000 Euro verdoppelt. Paula würfelte im ersten Durchgang eine Zwölf und Yves durfte markieren. Im zweiten Durchgang würfelte Paula eine Sieben und Samara markierte. Beim dritten Mal würfelte sie eine Neun. Die Gruppe entschied sich daher nach der zweiten Runde abzubrechen und zum Start- und Zielpunkt zurückzukehren. Das erste Team hat für ihr Spiel 45 Minuten benötigt. Team 2 bestand aus Aaron und Yves. Yves ersetzte hierbei Jessica. Diese war beim ersten Spiel der zweiten Folge vom Pferd gefallen und durfte daher aussetzen. Die Aufgabe war es, das Spiel „Wer bin ich“ auf Spanisch zu spielen. Zur Hilfe gab es ein spanisches Wörterbuch. Beide entschieden sich, das Spiel abzubrechen und kehrten nach 25 Minuten zurück. Team 3 bestand aus Colleen, Wolfgang und Martin. Ihre Aufgabe war es ein Buchstabenrätsel zu lösen und dann pro gelöstem Rätsel ein Hufeisen an einen Pfahl zu werfen. Wurde der Pfahl getroffen bekam die Gruppe 300 Euro. Beim Buchstabenrätsel wurden eine Kategorie und Buchstaben vorgegeben. Ein Buchstabe war zu viel und das passende Wort musste gefunden werden. Die Rätsel wurden alle gelöst, jedoch wurde kein Pfahl getroffen. Dadurch dass das dritte Team zu spät am Ziel war verlor die Gruppe sämtliche erspielten 1.000 Euro. | Im zweiten Spiel der Folge wurden drei Teams gebildet die jeweils eine Aufgabe anfangen mussten. Das Spiel war an einen Staffellauf angelehnt, bei dem ein Team zu einer Aufgabe reiten musste und mindestens eine Runde beginnen musste. Die Runde konnte jederzeit abgebrochen werden um zurück zum Start- und Zielpunkt zu reiten, um dortt das nächste Team loszuschicken. Dabei gab es bei jedem Spiel unterschiedlich viele Runden und unterschiedlich hohe Geldbeträge pro gewonnener Runde. Das Spiel war auf 90 Minuten limitiert und die verstrichene Zeit wurde nur am Start- und Zielpunkt mitgeteilt. Nach 90 Minuten musste das dritte Team mindestens ihr Spiel begonnen und abgebrochen haben und wieder im Ziel sein. Andernfalls wäre jedes erspielte Geld verloren. Team 1 bestand aus Samara, Paula und Yves. Ihre Aufgabe war es die Anzahl Rinder auf einem Pferd sitzend mit Farbe zu markieren, die vorab gewürfelt wurde. Pro Runde gab es 500 Euro, insgesamt gab es maximal vier Runden. Wenn alle vier Runden erfolgreich gespielt wurden, wurde der in diesem Spiel erspielte Pot von 2.000 Euro auf 4.000 Euro verdoppelt. Paula würfelte im ersten Durchgang eine Zwölf und Yves durfte markieren. Im zweiten Durchgang würfelte Paula eine Sieben und Samara markierte. Beim dritten Mal würfelte sie eine Neun. Die Gruppe entschied sich daher nach der zweiten Runde abzubrechen und zum Start- und Zielpunkt zurückzukehren. Das erste Team hat für ihr Spiel 45 Minuten benötigt. Team 2 bestand aus Aaron und Yves. Yves ersetzte hierbei Jessica. Diese war beim ersten Spiel der zweiten Folge vom Pferd gefallen und durfte daher aussetzen. Die Aufgabe war es, das Spiel „Wer bin ich“ auf Spanisch zu spielen. Zur Hilfe gab es ein spanisches Wörterbuch. Beide entschieden sich, das Spiel abzubrechen und kehrten nach 25 Minuten zurück. Team 3 bestand aus Colleen, Wolfgang und Martin. Ihre Aufgabe war es ein Buchstabenrätsel zu lösen und dann pro gelöstem Rätsel ein Hufeisen an einen Pfahl zu werfen. Wurde der Pfahl getroffen bekam die Gruppe 300 Euro. Beim Buchstabenrätsel wurden eine Kategorie und Buchstaben vorgegeben. Ein Buchstabe war zu viel und das passende Wort musste gefunden werden. Die Rätsel wurden alle gelöst, jedoch wurde kein Pfahl getroffen. Dadurch dass das dritte Team zu spät am Ziel war verlor die Gruppe sämtliche erspielten 1.000 Euro. | Im zweiten Spiel der Folge wurden drei Teams gebildet die jeweils eine Aufgabe anfangen mussten. Das Spiel war an einen Staffellauf angelehnt, bei dem ein Team zu einer Aufgabe reiten musste und mindestens eine Runde beginnen musste. Die Runde konnte jederzeit abgebrochen werden um zurück zum Start- und Zielpunkt zu reiten, um dortt das nächste Team loszuschicken. Dabei gab es bei jedem Spiel unterschiedlich viele Runden und unterschiedlich hohe Geldbeträge pro gewonnener Runde. Das Spiel war auf 90 Minuten limitiert und die verstrichene Zeit wurde nur am Start- und Zielpunkt mitgeteilt. Nach 90 Minuten musste das dritte Team mindestens ihr Spiel begonnen und abgebrochen haben und wieder im Ziel sein. Andernfalls wäre jedes erspielte Geld verloren. Team 1 bestand aus Samara, Paula und Yves. Ihre Aufgabe war es die Anzahl Rinder auf einem Pferd sitzend mit Farbe zu markieren, die vorab gewürfelt wurde. Pro Runde gab es 500 Euro, insgesamt gab es maximal vier Runden. Wenn alle vier Runden erfolgreich gespielt wurden, wurde der in diesem Spiel erspielte Pot von 2.000 Euro auf 4.000 Euro verdoppelt. Paula würfelte im ersten Durchgang eine Zwölf und Yves durfte markieren. Im zweiten Durchgang würfelte Paula eine Sieben und Samara markierte. Beim dritten Mal würfelte sie eine Neun. Die Gruppe entschied sich daher nach der zweiten Runde abzubrechen und zum Start- und Zielpunkt zurückzukehren. Das erste Team hat für ihr Spiel 45 Minuten benötigt. Team 2 bestand aus Aaron und Yves. Yves ersetzte hierbei Jessica. Diese war beim ersten Spiel der zweiten Folge vom Pferd gefallen und durfte daher aussetzen. Die Aufgabe war es, das Spiel „Wer bin ich“ auf Spanisch zu spielen. Zur Hilfe gab es ein spanisches Wörterbuch. Beide entschieden sich, das Spiel abzubrechen und kehrten nach 25 Minuten zurück. Team 3 bestand aus Colleen, Wolfgang und Martin. Ihre Aufgabe war es ein Buchstabenrätsel zu lösen und dann pro gelöstem Rätsel ein Hufeisen an einen Pfahl zu werfen. Wurde der Pfahl getroffen bekam die Gruppe 300 Euro. Beim Buchstabenrätsel wurden eine Kategorie und Buchstaben vorgegeben. Ein Buchstabe war zu viel und das passende Wort musste gefunden werden. Die Rätsel wurden alle gelöst, jedoch wurde kein Pfahl getroffen. Dadurch dass das dritte Team zu spät am Ziel war verlor die Gruppe sämtliche erspielten 1.000 Euro. | Im zweiten Spiel der Folge wurden drei Teams gebildet die jeweils eine Aufgabe anfangen mussten. Das Spiel war an einen Staffellauf angelehnt, bei dem ein Team zu einer Aufgabe reiten musste und mindestens eine Runde beginnen musste. Die Runde konnte jederzeit abgebrochen werden um zurück zum Start- und Zielpunkt zu reiten, um dortt das nächste Team loszuschicken. Dabei gab es bei jedem Spiel unterschiedlich viele Runden und unterschiedlich hohe Geldbeträge pro gewonnener Runde. Das Spiel war auf 90 Minuten limitiert und die verstrichene Zeit wurde nur am Start- und Zielpunkt mitgeteilt. Nach 90 Minuten musste das dritte Team mindestens ihr Spiel begonnen und abgebrochen haben und wieder im Ziel sein. Andernfalls wäre jedes erspielte Geld verloren. Team 1 bestand aus Samara, Paula und Yves. Ihre Aufgabe war es die Anzahl Rinder auf einem Pferd sitzend mit Farbe zu markieren, die vorab gewürfelt wurde. Pro Runde gab es 500 Euro, insgesamt gab es maximal vier Runden. Wenn alle vier Runden erfolgreich gespielt wurden, wurde der in diesem Spiel erspielte Pot von 2.000 Euro auf 4.000 Euro verdoppelt. Paula würfelte im ersten Durchgang eine Zwölf und Yves durfte markieren. Im zweiten Durchgang würfelte Paula eine Sieben und Samara markierte. Beim dritten Mal würfelte sie eine Neun. Die Gruppe entschied sich daher nach der zweiten Runde abzubrechen und zum Start- und Zielpunkt zurückzukehren. Das erste Team hat für ihr Spiel 45 Minuten benötigt. Team 2 bestand aus Aaron und Yves. Yves ersetzte hierbei Jessica. Diese war beim ersten Spiel der zweiten Folge vom Pferd gefallen und durfte daher aussetzen. Die Aufgabe war es, das Spiel „Wer bin ich“ auf Spanisch zu spielen. Zur Hilfe gab es ein spanisches Wörterbuch. Beide entschieden sich, das Spiel abzubrechen und kehrten nach 25 Minuten zurück. Team 3 bestand aus Colleen, Wolfgang und Martin. Ihre Aufgabe war es ein Buchstabenrätsel zu lösen und dann pro gelöstem Rätsel ein Hufeisen an einen Pfahl zu werfen. Wurde der Pfahl getroffen bekam die Gruppe 300 Euro. Beim Buchstabenrätsel wurden eine Kategorie und Buchstaben vorgegeben. Ein Buchstabe war zu viel und das passende Wort musste gefunden werden. Die Rätsel wurden alle gelöst, jedoch wurde kein Pfahl getroffen. Dadurch dass das dritte Team zu spät am Ziel war verlor die Gruppe sämtliche erspielten 1.000 Euro. | Im zweiten Spiel der Folge wurden drei Teams gebildet die jeweils eine Aufgabe anfangen mussten. Das Spiel war an einen Staffellauf angelehnt, bei dem ein Team zu einer Aufgabe reiten musste und mindestens eine Runde beginnen musste. Die Runde konnte jederzeit abgebrochen werden um zurück zum Start- und Zielpunkt zu reiten, um dortt das nächste Team loszuschicken. Dabei gab es bei jedem Spiel unterschiedlich viele Runden und unterschiedlich hohe Geldbeträge pro gewonnener Runde. Das Spiel war auf 90 Minuten limitiert und die verstrichene Zeit wurde nur am Start- und Zielpunkt mitgeteilt. Nach 90 Minuten musste das dritte Team mindestens ihr Spiel begonnen und abgebrochen haben und wieder im Ziel sein. Andernfalls wäre jedes erspielte Geld verloren. Team 1 bestand aus Samara, Paula und Yves. Ihre Aufgabe war es die Anzahl Rinder auf einem Pferd sitzend mit Farbe zu markieren, die vorab gewürfelt wurde. Pro Runde gab es 500 Euro, insgesamt gab es maximal vier Runden. Wenn alle vier Runden erfolgreich gespielt wurden, wurde der in diesem Spiel erspielte Pot von 2.000 Euro auf 4.000 Euro verdoppelt. Paula würfelte im ersten Durchgang eine Zwölf und Yves durfte markieren. Im zweiten Durchgang würfelte Paula eine Sieben und Samara markierte. Beim dritten Mal würfelte sie eine Neun. Die Gruppe entschied sich daher nach der zweiten Runde abzubrechen und zum Start- und Zielpunkt zurückzukehren. Das erste Team hat für ihr Spiel 45 Minuten benötigt. Team 2 bestand aus Aaron und Yves. Yves ersetzte hierbei Jessica. Diese war beim ersten Spiel der zweiten Folge vom Pferd gefallen und durfte daher aussetzen. Die Aufgabe war es, das Spiel „Wer bin ich“ auf Spanisch zu spielen. Zur Hilfe gab es ein spanisches Wörterbuch. Beide entschieden sich, das Spiel abzubrechen und kehrten nach 25 Minuten zurück. Team 3 bestand aus Colleen, Wolfgang und Martin. Ihre Aufgabe war es ein Buchstabenrätsel zu lösen und dann pro gelöstem Rätsel ein Hufeisen an einen Pfahl zu werfen. Wurde der Pfahl getroffen bekam die Gruppe 300 Euro. Beim Buchstabenrätsel wurden eine Kategorie und Buchstaben vorgegeben. Ein Buchstabe war zu viel und das passende Wort musste gefunden werden. Die Rätsel wurden alle gelöst, jedoch wurde kein Pfahl getroffen. Dadurch dass das dritte Team zu spät am Ziel war verlor die Gruppe sämtliche erspielten 1.000 Euro. | 0 €             |
| 5                                | Zusatz                           | El Castillo de San Lorenzo, Provinz Salta, Argentinien | Am Ende des Tages wurden alle Kandidaten gefragt wem sie am wenigsten vertrauen. Genannt wurden Martin, Yves, Samara, Colleen und Paula. Nicht genannt wurden Jessica, Wolfgang und Aaron. Daraus ergab sich die Paarung des Spiels für den nächsten Tag. | Am Ende des Tages wurden alle Kandidaten gefragt wem sie am wenigsten vertrauen. Genannt wurden Martin, Yves, Samara, Colleen und Paula. Nicht genannt wurden Jessica, Wolfgang und Aaron. Daraus ergab sich die Paarung des Spiels für den nächsten Tag. | Am Ende des Tages wurden alle Kandidaten gefragt wem sie am wenigsten vertrauen. Genannt wurden Martin, Yves, Samara, Colleen und Paula. Nicht genannt wurden Jessica, Wolfgang und Aaron. Daraus ergab sich die Paarung des Spiels für den nächsten Tag. | Am Ende des Tages wurden alle Kandidaten gefragt wem sie am wenigsten vertrauen. Genannt wurden Martin, Yves, Samara, Colleen und Paula. Nicht genannt wurden Jessica, Wolfgang und Aaron. Daraus ergab sich die Paarung des Spiels für den nächsten Tag. | Am Ende des Tages wurden alle Kandidaten gefragt wem sie am wenigsten vertrauen. Genannt wurden Martin, Yves, Samara, Colleen und Paula. Nicht genannt wurden Jessica, Wolfgang und Aaron. Daraus ergab sich die Paarung des Spiels für den nächsten Tag. |                 |
| 6                                | 3                                | Salta, Argentinien                                     | Das dritte Spiel der Folge fand nur für die als nicht vertrauenswürdig eingestuften Kandidaten statt, wurde aber durch die als vertrauenswürdig genannten Kandidaten maßgeblich beeinflusst. Die vertrauenswürdige Gruppe aß mit Sascha ein Festmahl. Die von der Gruppe binnen 30 Minuten zu sich genommene Nahrungsenergie musste dabei von der nicht vertrauenswürdigen Gruppe auf Fitnessgeräten binnen 120 Minuten abtrainiert werden. Die essende Gruppe wusste dabei nichts von diesem Spiel und wurde auch darauf hingewiesen, dass sie heute nicht mehr spielen müssen. Das Spiel wurde gewonnen und brachte 5.000 Euro für den Jackpot. | Das dritte Spiel der Folge fand nur für die als nicht vertrauenswürdig eingestuften Kandidaten statt, wurde aber durch die als vertrauenswürdig genannten Kandidaten maßgeblich beeinflusst. Die vertrauenswürdige Gruppe aß mit Sascha ein Festmahl. Die von der Gruppe binnen 30 Minuten zu sich genommene Nahrungsenergie musste dabei von der nicht vertrauenswürdigen Gruppe auf Fitnessgeräten binnen 120 Minuten abtrainiert werden. Die essende Gruppe wusste dabei nichts von diesem Spiel und wurde auch darauf hingewiesen, dass sie heute nicht mehr spielen müssen. Das Spiel wurde gewonnen und brachte 5.000 Euro für den Jackpot. | Das dritte Spiel der Folge fand nur für die als nicht vertrauenswürdig eingestuften Kandidaten statt, wurde aber durch die als vertrauenswürdig genannten Kandidaten maßgeblich beeinflusst. Die vertrauenswürdige Gruppe aß mit Sascha ein Festmahl. Die von der Gruppe binnen 30 Minuten zu sich genommene Nahrungsenergie musste dabei von der nicht vertrauenswürdigen Gruppe auf Fitnessgeräten binnen 120 Minuten abtrainiert werden. Die essende Gruppe wusste dabei nichts von diesem Spiel und wurde auch darauf hingewiesen, dass sie heute nicht mehr spielen müssen. Das Spiel wurde gewonnen und brachte 5.000 Euro für den Jackpot. | Das dritte Spiel der Folge fand nur für die als nicht vertrauenswürdig eingestuften Kandidaten statt, wurde aber durch die als vertrauenswürdig genannten Kandidaten maßgeblich beeinflusst. Die vertrauenswürdige Gruppe aß mit Sascha ein Festmahl. Die von der Gruppe binnen 30 Minuten zu sich genommene Nahrungsenergie musste dabei von der nicht vertrauenswürdigen Gruppe auf Fitnessgeräten binnen 120 Minuten abtrainiert werden. Die essende Gruppe wusste dabei nichts von diesem Spiel und wurde auch darauf hingewiesen, dass sie heute nicht mehr spielen müssen. Das Spiel wurde gewonnen und brachte 5.000 Euro für den Jackpot. | Das dritte Spiel der Folge fand nur für die als nicht vertrauenswürdig eingestuften Kandidaten statt, wurde aber durch die als vertrauenswürdig genannten Kandidaten maßgeblich beeinflusst. Die vertrauenswürdige Gruppe aß mit Sascha ein Festmahl. Die von der Gruppe binnen 30 Minuten zu sich genommene Nahrungsenergie musste dabei von der nicht vertrauenswürdigen Gruppe auf Fitnessgeräten binnen 120 Minuten abtrainiert werden. Die essende Gruppe wusste dabei nichts von diesem Spiel und wurde auch darauf hingewiesen, dass sie heute nicht mehr spielen müssen. Das Spiel wurde gewonnen und brachte 5.000 Euro für den Jackpot. | 5.000 €         |
| 7                                | 4                                | Cerrillos Station, Provinz Salta, Argentinien          | Für das letzte Spiel der Folge wurde der gesamte erspielte Geldbetrag des Jackpots auf sechs Koffer verteilt. Zwei weitere Koffer hatten einen Geldbetrag von 0 € zugewiesen. Die Kandidaten sollten sich zusammen Koffer zuweisen. Würde einem Kandidaten ein Koffer mit einem Geldbetrag zugewiesen und dieser Kandidat scheidet aus der Sendung aus, dann würde dieser Geldbetrag aus dem Jackpot entfernt. Demnach sollte derjenige, der sich am sichersten bei seiner Wahl des Moles ist, den höchstdotierten, und derjenige, der sich am unsichersten ist, einen Koffer mit 0 € nehmen. Wenn alle Koffer und der gesamte Jackpot bestehen bliebe, dann kämen 3.000 € zum Jackpot hinzu. Die Koffer wurden wie folgt zugewiesen: Yves: 10.000 €, Martin: 8.000 €, Aaron: 6.000 €, Paula: 5.000 €, Colleen: 3.000 €, Samara: 1.070 €, Jessica: 0 €, Wolfgang: 0 €. Danach wurde jedem Kandidaten einzeln und anonym ein Deal angeboten. Jeder Kandidat konnte für 1.000 € aus seinem Koffer einen Joker kaufen, mit Hilfe dessen eine falsch gegebene Antwort zum Mole in eine richtige umgewandelt wird. Dies erhöhte die Chance für den einzelnen Kandidaten in der Sendung zu bleiben, reduzierte aber den gesamten Jackpot um die entsprechende Summe. Die Kandidaten haben folgendes Geld in Joker investiert: | Für das letzte Spiel der Folge wurde der gesamte erspielte Geldbetrag des Jackpots auf sechs Koffer verteilt. Zwei weitere Koffer hatten einen Geldbetrag von 0 € zugewiesen. Die Kandidaten sollten sich zusammen Koffer zuweisen. Würde einem Kandidaten ein Koffer mit einem Geldbetrag zugewiesen und dieser Kandidat scheidet aus der Sendung aus, dann würde dieser Geldbetrag aus dem Jackpot entfernt. Demnach sollte derjenige, der sich am sichersten bei seiner Wahl des Moles ist, den höchstdotierten, und derjenige, der sich am unsichersten ist, einen Koffer mit 0 € nehmen. Wenn alle Koffer und der gesamte Jackpot bestehen bliebe, dann kämen 3.000 € zum Jackpot hinzu. Die Koffer wurden wie folgt zugewiesen: Yves: 10.000 €, Martin: 8.000 €, Aaron: 6.000 €, Paula: 5.000 €, Colleen: 3.000 €, Samara: 1.070 €, Jessica: 0 €, Wolfgang: 0 €. Danach wurde jedem Kandidaten einzeln und anonym ein Deal angeboten. Jeder Kandidat konnte für 1.000 € aus seinem Koffer einen Joker kaufen, mit Hilfe dessen eine falsch gegebene Antwort zum Mole in eine richtige umgewandelt wird. Dies erhöhte die Chance für den einzelnen Kandidaten in der Sendung zu bleiben, reduzierte aber den gesamten Jackpot um die entsprechende Summe. Die Kandidaten haben folgendes Geld in Joker investiert: | Für das letzte Spiel der Folge wurde der gesamte erspielte Geldbetrag des Jackpots auf sechs Koffer verteilt. Zwei weitere Koffer hatten einen Geldbetrag von 0 € zugewiesen. Die Kandidaten sollten sich zusammen Koffer zuweisen. Würde einem Kandidaten ein Koffer mit einem Geldbetrag zugewiesen und dieser Kandidat scheidet aus der Sendung aus, dann würde dieser Geldbetrag aus dem Jackpot entfernt. Demnach sollte derjenige, der sich am sichersten bei seiner Wahl des Moles ist, den höchstdotierten, und derjenige, der sich am unsichersten ist, einen Koffer mit 0 € nehmen. Wenn alle Koffer und der gesamte Jackpot bestehen bliebe, dann kämen 3.000 € zum Jackpot hinzu. Die Koffer wurden wie folgt zugewiesen: Yves: 10.000 €, Martin: 8.000 €, Aaron: 6.000 €, Paula: 5.000 €, Colleen: 3.000 €, Samara: 1.070 €, Jessica: 0 €, Wolfgang: 0 €. Danach wurde jedem Kandidaten einzeln und anonym ein Deal angeboten. Jeder Kandidat konnte für 1.000 € aus seinem Koffer einen Joker kaufen, mit Hilfe dessen eine falsch gegebene Antwort zum Mole in eine richtige umgewandelt wird. Dies erhöhte die Chance für den einzelnen Kandidaten in der Sendung zu bleiben, reduzierte aber den gesamten Jackpot um die entsprechende Summe. Die Kandidaten haben folgendes Geld in Joker investiert: | Für das letzte Spiel der Folge wurde der gesamte erspielte Geldbetrag des Jackpots auf sechs Koffer verteilt. Zwei weitere Koffer hatten einen Geldbetrag von 0 € zugewiesen. Die Kandidaten sollten sich zusammen Koffer zuweisen. Würde einem Kandidaten ein Koffer mit einem Geldbetrag zugewiesen und dieser Kandidat scheidet aus der Sendung aus, dann würde dieser Geldbetrag aus dem Jackpot entfernt. Demnach sollte derjenige, der sich am sichersten bei seiner Wahl des Moles ist, den höchstdotierten, und derjenige, der sich am unsichersten ist, einen Koffer mit 0 € nehmen. Wenn alle Koffer und der gesamte Jackpot bestehen bliebe, dann kämen 3.000 € zum Jackpot hinzu. Die Koffer wurden wie folgt zugewiesen: Yves: 10.000 €, Martin: 8.000 €, Aaron: 6.000 €, Paula: 5.000 €, Colleen: 3.000 €, Samara: 1.070 €, Jessica: 0 €, Wolfgang: 0 €. Danach wurde jedem Kandidaten einzeln und anonym ein Deal angeboten. Jeder Kandidat konnte für 1.000 € aus seinem Koffer einen Joker kaufen, mit Hilfe dessen eine falsch gegebene Antwort zum Mole in eine richtige umgewandelt wird. Dies erhöhte die Chance für den einzelnen Kandidaten in der Sendung zu bleiben, reduzierte aber den gesamten Jackpot um die entsprechende Summe. Die Kandidaten haben folgendes Geld in Joker investiert: | Für das letzte Spiel der Folge wurde der gesamte erspielte Geldbetrag des Jackpots auf sechs Koffer verteilt. Zwei weitere Koffer hatten einen Geldbetrag von 0 € zugewiesen. Die Kandidaten sollten sich zusammen Koffer zuweisen. Würde einem Kandidaten ein Koffer mit einem Geldbetrag zugewiesen und dieser Kandidat scheidet aus der Sendung aus, dann würde dieser Geldbetrag aus dem Jackpot entfernt. Demnach sollte derjenige, der sich am sichersten bei seiner Wahl des Moles ist, den höchstdotierten, und derjenige, der sich am unsichersten ist, einen Koffer mit 0 € nehmen. Wenn alle Koffer und der gesamte Jackpot bestehen bliebe, dann kämen 3.000 € zum Jackpot hinzu. Die Koffer wurden wie folgt zugewiesen: Yves: 10.000 €, Martin: 8.000 €, Aaron: 6.000 €, Paula: 5.000 €, Colleen: 3.000 €, Samara: 1.070 €, Jessica: 0 €, Wolfgang: 0 €. Danach wurde jedem Kandidaten einzeln und anonym ein Deal angeboten. Jeder Kandidat konnte für 1.000 € aus seinem Koffer einen Joker kaufen, mit Hilfe dessen eine falsch gegebene Antwort zum Mole in eine richtige umgewandelt wird. Dies erhöhte die Chance für den einzelnen Kandidaten in der Sendung zu bleiben, reduzierte aber den gesamten Jackpot um die entsprechende Summe. Die Kandidaten haben folgendes Geld in Joker investiert: | – 15.000 €      |
| 7                                | 4                                | Cerrillos Station, Provinz Salta, Argentinien          | Kandidat | Geld verfügbar | Geld ausgegeben | Geld verblieben | Erkaufte Joker | – 15.000 €      |
| 7                                | 4                                | Cerrillos Station, Provinz Salta, Argentinien          | Yves | 10.000 € | 2.000 € | 8.000 € | 2 | – 15.000 €      |
| 7                                | 4                                | Cerrillos Station, Provinz Salta, Argentinien          | Martin | 8.000 € | 3.000 € | 5.000 € | 3 | – 15.000 €      |
| 7                                | 4                                | Cerrillos Station, Provinz Salta, Argentinien          | Aaron | 6.000 € | 4.000 € | 2.000 € | 4 | – 15.000 €      |
| 7                                | 4                                | Cerrillos Station, Provinz Salta, Argentinien          | Paula | 5.000 € | 3.000 € | 2.000 € | 3 | – 15.000 €      |
| 7                                | 4                                | Cerrillos Station, Provinz Salta, Argentinien          | Colleen | 3.000 € | 2.000 € | 1.000 € | 2 | – 15.000 €      |
| 7                                | 4                                | Cerrillos Station, Provinz Salta, Argentinien          | Samara | 1.070 € | 1.000 € | 70 € | 1 | – 15.000 €      |
| 7                                | 4                                | Cerrillos Station, Provinz Salta, Argentinien          | Jessica | 0 € | 0 € | 0 € | 0 | – 15.000 €      |
| 7                                | 4                                | Cerrillos Station, Provinz Salta, Argentinien          | Wolfgang | 0 € | 0 € | 0 € | 0 | – 15.000 €      |
| 7                                | 4                                | Cerrillos Station, Provinz Salta, Argentinien          | Gesamt | 33.070 € | 15.000 € | 18.070 € | 15 | – 15.000 €      |
| 7                                | 4                                | Cerrillos Station, Provinz Salta, Argentinien          | Dadurch, dass nicht der gesamte Jackpot bestehen blieb, wurde das Spiel verloren. | | | | | – 15.000 €      |
| 7                                | Ausscheid                        | Cerrillos Station, Provinz Salta, Argentinien          | Am Ende der Folge schied Wolfgang aus. Damit bleib der Jackpot, da ihm ein Koffer mit 0 Euro zugewiesen war, bei 18.070 Euro. | Am Ende der Folge schied Wolfgang aus. Damit bleib der Jackpot, da ihm ein Koffer mit 0 Euro zugewiesen war, bei 18.070 Euro. | Am Ende der Folge schied Wolfgang aus. Damit bleib der Jackpot, da ihm ein Koffer mit 0 Euro zugewiesen war, bei 18.070 Euro. | Am Ende der Folge schied Wolfgang aus. Damit bleib der Jackpot, da ihm ein Koffer mit 0 Euro zugewiesen war, bei 18.070 Euro. | Am Ende der Folge schied Wolfgang aus. Damit bleib der Jackpot, da ihm ein Koffer mit 0 Euro zugewiesen war, bei 18.070 Euro. | – 15.000 €      |
| In dieser Folge erspieltes Geld: | In dieser Folge erspieltes Geld: | In dieser Folge erspieltes Geld:                       | In dieser Folge erspieltes Geld: | In dieser Folge erspieltes Geld: | In dieser Folge erspieltes Geld: | In dieser Folge erspieltes Geld: | In dieser Folge erspieltes Geld: | – 8.500 €       |
| Bis hier hin erspieltes Geld:    | Bis hier hin erspieltes Geld:    | Bis hier hin erspieltes Geld:                          | Bis hier hin erspieltes Geld: | Bis hier hin erspieltes Geld: | Bis hier hin erspieltes Geld: | Bis hier hin erspieltes Geld: | Bis hier hin erspieltes Geld: | 18.070 €        |

### Folge 4
| Tag                              | Spiel                            | Location                                      | Verlauf | Erspieltes Geld |
| -------------------------------- | -------------------------------- | --------------------------------------------- | --- | --------------- |
| 10                               | 1                                | Buenos Aires, Hippodrom, Argentinien          | Die Kandidaten mussten jeweils für sich zehn Fragen zum Thema „Pferde“ richtig beantworten. Für jede richtig beantwortete Frage gab es potentiell 100 Euro und somit insgesamt bis zu 7.000 Euro für den Jackpot. Derjenige, der in der kürzesten Zeit die meisten Fragen richtig beantwortete, bekam das schnellste Pferd für ein Pferderennen zugewiesen. Desto schlechter der Kandidat war, desto langsamer war das ihm zugewiesene Pferd. Derjenige, dessen Pferd das Rennen gewann, wäre dank einer Freistellung automatisch in der nächsten Folge – vorausgesetzt die anderen konnten nach dem Rennen das siegende Pferd dem darauf setzenden Kandidaten nicht zuordnen. Konnten die Kandidaten sagen wessen Pferd gewonnen hat, bekam die Gruppe hingegen das erspielte Geld. Die Gruppe tippte darauf, dass Samaras Pferd gewonnen hat und lag damit falsch. Das Pferd von Yves hat gewonnen und er erhielt damit die Freistellung. Die erspielten 3.300 Euro waren damit verloren. | 0 €             |
| 11                               | 2                                | Buenos Aires, Subterraneo, Argentinien        | Bei diesem Spiel wurden drei Doppelteams gebildet und einer musste alleine antreten. Jedes Team musste an einer U-Bahn-Haltestelle eine Aufgabe lösen und, nachdem sie diese gelöst haben, in eine U-Bahn der Linie H einsteigen in der Alec und Sascha fuhren. Diese fuhren in einer U-Bahn von der Haltestelle „Venezuela“ aus an den entsprechenden drei Haltestellen hintereinander vorbei. An der vierten Haltestelle „Parque Patricious“ stiegen sie aus. Der Einzelkämpfer musste derweil die Strecke an der Oberfläche schneller als die U-Bahn laufen um vor Sascha und Alec an der vierten Haltestelle anzukommen. Nur wenn die Kandidaten mit Sascha und Alec am Ziel ankamen und der Einzelkämpfer schon am Ziel wartete bekamen sie das erspielte Geld. Dabei gab es für die drei Aufgaben 3.000 (Station 1, Station Humberto 1), 2.000 (Station 2, Station Inclan) und 1.000 Euro (Station 3, Station Caseros), insgesamt also 6.000 Euro. Team 1 an Station 1 bestand aus Yves und Samara. Ihre Aufgabe war es Koffer mit Städtenamen aufsteigend ihrer Entfernung zu Buenos Aires zu sortieren. Diese Aufgabe wurde falsch gelöst und die 3.000 Euro damit verspielt. Team 2 an Station 2 bestand aus Jessica und Colleen. Diese mussten das Spiel „Heißer Draht“ lösen, bei dem ein Metallring von Start bis Ziel um einen Draht geführt werden muss ohne diesen mit dem Ring zu berühren. Sie haben die Aufgabe nicht geschafft und damit keine 2.000 Euro für den Jackpot erspielt. Team 3 an Station 3 bestand aus Paula und Martin. Sie bekamen von einem Musiker auf einem Keyboard binnen zwei Minuten 14 Lieder vorgespielt, von denen sie zehn erraten mussten. Auch diese Aufgabe wurde nicht geschafft und die 1.000 Euro verspielt. Der Einzelkämpfer war Aaron. Dieser musste 2,7 Kilometer laufen um vor der U-Bahn mit Sascha und Alec am Ziel zu sein. Dieser schaffte die Aufgabe. Da keine Geld einbringende Aufgabe gelöst wurde, wurde in diesem Spiel kein Geld erspielt. | 0 €             |
| 12                               | 3                                | Buenos Aires, Parque de la Costa, Argentinien | Das Ziel des Spiels war es einen dreistelligen Code zu finden. Es mussten drei Teams gebildet werden. Paula und Jessica mussten von einem Riesenrad aus zehn Maskottchen sichten. Jedes dieser Maskottchen hatte einen Buchstaben auf dem Rücken. Die Buchstaben wurden Aaron, der am Boden war, mitgeteilt und dieser musste die Information an das andere Ende des Freizeitparks zu Samara und Colleen bringen. Diese fuhren währenddessen Achterbahn und mussten die Buchstaben pantomimisch vor der Schnappschuss-Kamera darstellen. Anhand dieser Fotos mussten Yves und Martin die Buchstaben erkennen und ein Wort daraus bilden. Das gefundene Wort musste in einem Lexikon nachgeschlagen werden um anhand der Seitenzahl den Code zu finden. Trotz zwei durch Aaron falsch übermittelter Buchstaben gelang es Yves und Martin das richtige Wort „Sabotage“ und den entsprechenden Code zu finden und damit gingen 3.000 Euro in den Jackpot. | 3.000 €         |
| 13                               | 4                                | Buenos Aires, Parque de la Costa, Argentinien | Die Kandidaten sollten sich in zwei Gruppen aufteilen. Die erste Gruppe, bestehend aus Jessica, Samara und Martin, sollte Dosenwerfen und bekam die Information sich am Spruch „Der Teufel steckt im Detail“ (bekannt aus Folge 2, Spiel 3) zu orientieren. Die Aufgabe bestand darin sich die Gegenstände in der Wurfbude zu merken und im Nachhinein die sieben ausgetauschten Gegenstände zu finden. Die zweite Gruppe, bestehend aus Yves, Colleen, Paula und Aaron, sollte den Gegenständen, die anstelle der alten Gegenstände aufgehängt wurden, unterschiedliche Geldwerte zuordnen. Für den durch die erste Gruppe als ausgetauscht gefundenen Gegenstand gäbe es dann den zugeordneten Wert für den Jackpot. Die erste Gruppe konnte fünf Gegenstände identifizieren und erspielte 2.200 Euro für den Jackpot. | 2.200 €         |
| 13                               | Ausscheid                        | Buenos Aires, Argentinien                     | Samara hat den Fragebogen am schlechtesten ausgefüllt und musste damit die Sendung verlassen. |                 |
| In dieser Folge erspieltes Geld: | In dieser Folge erspieltes Geld: | In dieser Folge erspieltes Geld:              | In dieser Folge erspieltes Geld: | 5.200 €         |
| Bis hier hin erspieltes Geld:    | Bis hier hin erspieltes Geld:    | Bis hier hin erspieltes Geld:                 | Bis hier hin erspieltes Geld: | 23.270 €        |

### Folge 5
| Tag                              | Spiel                            | Location                                      | Verlauf | Erspieltes Geld |
| -------------------------------- | -------------------------------- | --------------------------------------------- | --- | --------------- |
| 14                               | 1                                | Buenos Aires, Argentinien                     | Die Kandidaten wurden in zwei Teams aufgeteilt. Team 1 mit Martin, Yves, Colleen und Paula musste mit einem Sightseeing-Bus drei Wahrzeichen der Stadt ansteuern. An diesen Wahrzeichen standen Straßenmusiker, die insgesamt sechs Notenrollen bei sich trugen, die das Team einzusammeln hatte. Das Team 1 wusste allerdings nicht welche Wahrzeichen es anzusteuern hatte. Die Aufgabe von Team 2 (mit Aaron und Jessica) war es Lieder auszuwählen, die das Team 1 zum richtigen Wahrzeichen führen sollte und diese über das Radio zu senden. Sie konnten das Programm dabei frei gestalten und auch mit Hilfe der Lieder signalisieren, ob das Team auf der richtigen Spur war oder mit ihrer Vermutung falsch lag. Das Team 1 hatte dabei Bilder der Wahrzeichen zur Hilfe. Das erste zu findende Wahrzeichen war die Puente de la Mujer (Frauenbrücke). Dieses und die entsprechenden Notenrollen wurde mit Hilfe der Songs „Über sieben Brücken musst du gehn“ interpretiert von Peter Maffay und „Water under the Bridge“ von Adele gefunden. Das zweite zu findende Wahrzeichen La Recoleta war ein Friedhof. Die gespielten Lieder waren „Bring Me To Life“ von Evanescence und „Bury a friend“ von Billie Eilish. Das Wahrzeichen und beide Notenrollen wurden gefunden. Das letzte zu findende Wahrzeichen war die Floralis Genérica. Dieses Wahrzeichen und die Notenrollen wurden mit Hilfe der Lieder „Lotusblume“ von Tobee gefunden. Die gefundenen Notenrollen enthielten Notenblätter mit bekannten Songs. Die Songs wurden auf einem Bandoneon gespielt und mussten von Team 2 erraten werden. Zu nennen waren der Interpret und der Titel. Pro richtiger Kombination aus Interpret und Titel wurden 750 Euro für den Jackpot erspielt. Das Team hat vier Songs und Interpreten erkannt und damit 3.000 Euro für den Jackpot erspielt. | 3000 €          |
| 15                               | 2                                | La Flor de Barracas (Restaurant), Argentinien | Das Kandidatenfeld wurde in zwei Teams aufgeteilt. Team 1 bestand aus Colleen und Paula. Ihre Aufgabe war es fünf verschiedene Empanadas nachzukochen und diese durch die Küchenchefin bewerten zu lassen. Für eine sehr gute Bewertung gab es 500 Euro, für eine gute Bewertung gab es 250 Euro und für eine schlechte 0 Euro. Colleen und Paula bekamen für ihre Empanadas dreimal eine sehr gute, einmal eine gute und einmal eine schlechte Bewertung und erspielten damit 1.750 Euro für den Jackpot. Allerdings gingen sie auf einen Deal ein, der ihnen jeweils einen Joker und Zugang zu den Aufzeichnungen von Samara zusicherte, und gaben damit sämtliches erspielte Geld wieder ab. Die Aufgabe von Yves, Martin und Jessica war es jeweils binnen 30 Minuten ein Bild zu zeichnen, welches von Aaron im Nebenraum über ein Funkgerät beschrieben wurde. Die gezeichneten Bilder mussten danach durch Paula und Colleen dem Original zugewiesen werden. Pro richtig zugewiesenem Bild kamen 1.000 Euro in den Jackpot. Bei der zweiten Aufgabe wiesen Paula und Colleen alle Bilder richtig zu und erspielten damit 3.000 Euro für den Jackpot. Das zweite Spiel brachte also insgesamt 3.000 Euro ein. | 0 €             |
| 15                               | 2                                | La Flor de Barracas (Restaurant), Argentinien | Das Kandidatenfeld wurde in zwei Teams aufgeteilt. Team 1 bestand aus Colleen und Paula. Ihre Aufgabe war es fünf verschiedene Empanadas nachzukochen und diese durch die Küchenchefin bewerten zu lassen. Für eine sehr gute Bewertung gab es 500 Euro, für eine gute Bewertung gab es 250 Euro und für eine schlechte 0 Euro. Colleen und Paula bekamen für ihre Empanadas dreimal eine sehr gute, einmal eine gute und einmal eine schlechte Bewertung und erspielten damit 1.750 Euro für den Jackpot. Allerdings gingen sie auf einen Deal ein, der ihnen jeweils einen Joker und Zugang zu den Aufzeichnungen von Samara zusicherte, und gaben damit sämtliches erspielte Geld wieder ab. Die Aufgabe von Yves, Martin und Jessica war es jeweils binnen 30 Minuten ein Bild zu zeichnen, welches von Aaron im Nebenraum über ein Funkgerät beschrieben wurde. Die gezeichneten Bilder mussten danach durch Paula und Colleen dem Original zugewiesen werden. Pro richtig zugewiesenem Bild kamen 1.000 Euro in den Jackpot. Bei der zweiten Aufgabe wiesen Paula und Colleen alle Bilder richtig zu und erspielten damit 3.000 Euro für den Jackpot. Das zweite Spiel brachte also insgesamt 3.000 Euro ein. | 3000 €          |
| 16                               | 3                                | Fabrica Metalurgica Ferrarini, Argentinien    | Alle Teilnehmer wurden an eine Kette angekettet. Im Raum stand eine Box, in der sich ein Schlüssel befand, der es ermöglichte, dass sich ein Kandidat befreien konnte. Es konnte aufgrund der Konstruktion der Kette immer nur ein Kandidat zur Box, daher musste die Reihenfolge vorab abgestimmt werden. Die Box öffnete sich alle fünf Minuten (beim ersten Mal nach zehn Minuten) für 90 Sekunden und insgesamt sieben Mal. In der Box war allerdings auch eine Freistellung zu finden. Der Kandidat, der sich zusätzlich für die Freistellung entscheidet, wäre automatisch in der nächsten Folge und dürfte eine Nacht in einem guten Hotel übernachten, während alle, die zu diesem Zeitpunkt noch angekettet waren, am Ort, an dem die Aufgabe stattfand, übernachten müssten. Entschieden sich alle für den Schlüssel kämen 5.000 Euro in den Jackpot. Jessica entschied sich als zweite (nachdem Yves sich nur für den Schlüssel entschieden hatte) für die Freistellung. Es gab damit kein Geld. | 0 €             |
| 17                               | Ausscheid                        | Buenos Aires, Argentinien                     | Paula schied trotz ihres Jokers und dem Blick in Samaras Aufzeichnungen aus. |                 |
| In dieser Folge erspieltes Geld: | In dieser Folge erspieltes Geld: | In dieser Folge erspieltes Geld:              | In dieser Folge erspieltes Geld: | 6000 €          |
| Bis hier hin erspieltes Geld:    | Bis hier hin erspieltes Geld:    | Bis hier hin erspieltes Geld:                 | Bis hier hin erspieltes Geld: | 29270 €         |

### Folge 6
| Tag                              | Spiel                            | Location                                                         | Verlauf | Erspieltes Geld |
| -------------------------------- | -------------------------------- | ---------------------------------------------------------------- | --- | --------------- |
| 18                               | 1                                | Estadio Arquitecto Ricardo Etcheverry, Buenos Aires, Argentinien | Die fünf Spieler haben sich in drei zusammenarbeitende Teams aufgeteilt. Team 1 (Colleen und Jessica) musste auf den Sitzen der Tribüne die Karten mit einem Wert mit 500 € finden. Der Wert aller gefundenen Karten wurde auf zehn Fußbälle aufgeteilt. Da die beiden 4.500 € gefunden haben, betrug der Wert eines einzelnen Fußballs 450 €. Team 2 (Aaron und Martin) musste zehn Aufgaben zum Thema Fußball lösen. Für jede Aufgabe gab es 90 Sekunden Zeit und jede richtig gelöste Aufgabe schaltete einen Ball frei. Sie lösten sechs Aufgaben richtig, womit noch 2.700 € möglich waren. Team 3 (Yves) durfte damit sechsmal versuchen einen Ball vom Elfmeterpunkt gegen den Torwart Iván López zu versenken. Er versenkte drei Bälle im Netz, somit erspielte die Gruppe 1.350 €. Die Gruppe hatte danach die Chance mit einem weiteren Elfmeter ihr erspieltes Geld zu verdoppeln oder zu verlieren. Sie entschied sich dafür, dass Yves nochmal schießt. Er verfehlte, damit wurde das Geld verspielt. | 0 €             |
| 19                               | 2                                | Torre Monumental, Buenos Aires, Argentinien                      | Die fünf Spieler wurden in zwei Teams aufgeteilt. Team 1 (Aaron und Yves) musste acht Aufgaben zum Thema Tango lösen. Jeder Lösung war ein Buchstabe zugeordnet, der dann durch Team 1 mit Hilfe von Tango-Tänzern dargestellt werden musste. Team 2 (Colleen, Jessica und Martin) musste auf einem Turm stehend die Buchstaben erkennen und aufschreiben. Da Team 1 drei Aufgaben falsch löste wurde das Lösungswort nicht gelöst. Die möglichen 3.000 € gingen somit verloren. | 0 €             |
| 19                               | 2                                | Torre Monumental, Buenos Aires, Argentinien                      | Team 2 hatte eine von dem Rest unabhängige zusätzliche Aufgabe. Jeder der Tango-Tänzer hatte einen Schlüssel um den Hals. Einer der Schlüssel, dieser wurde vorab gezeigt, war der Schlüssel zu einer Truhe. Da die Tänzer die Schlüssel untereinander tauschten, musste das Team den Schlüssel beobachten um zum Schluss sagen zu können wo sich dieser befindet. Insbesondere Martin sollte die Tänzer beobachten und vermutete den Schlüssel schlussendlich an falscher Stelle. | 0 €             |
| 19                               | 3                                | Buenos Aires, Argentinien                                        | Die Gruppe teilt sich in zwei Teams auf. Team 1 (Yves, Aaron und Colleen) muss 15 Fragen beantworten. Wird die Frage richtig beantwortet gibt es 250 €, wird sie falsch beantwortet gibt es einen Schnaps, der von einem aus Team 2 (Martin und Jessica) getrunken werden muss. Am Ende muss Team 2 einen Promille-Test mit summiert unter 0,5 Promille bestehen. Wird er bestanden verdoppelt sich das erspielte Geld. Team 1 hat mit elf richtigen Antworten 2.750 € erspielt. Der Test wurde durch Team 2 bestanden. | 5.500 €         |
| 20                               | 4                                | Buenos Aires, Argentinien                                        | In diesem Spiel gab es kein Geld zu erspielen. Alle Kandidaten bekamen die Chance mit dem Mole zu sprechen. Dabei befanden sich immer alle vier anderen Kandidaten zusammen in einem Raum, der durch eine Spionspiegel zu einem anderen Raum abgetrennt war. Diese hatten Kopfhörer auf und hörten Musik, nur der Mole hörte den mit ihm sprechenden fünften Kandidaten. |                 |
| 20                               | Ausscheid                        | Buenos Aires, Argentinien                                        | Colleen und Jessica schieden aus. Beide bekamen die Chance in einem Stechen zurückzukehren. |                 |
| In dieser Folge erspieltes Geld: | In dieser Folge erspieltes Geld: | In dieser Folge erspieltes Geld:                                 | In dieser Folge erspieltes Geld: | 5.500 €         |
| Bis hier hin erspieltes Geld:    | Bis hier hin erspieltes Geld:    | Bis hier hin erspieltes Geld:                                    | Bis hier hin erspieltes Geld: | 34.770 €        |

### Folge 7
| Tag                              | Spiel                            | Location                                                     | Verlauf | Erspieltes Geld |
| -------------------------------- | -------------------------------- | ------------------------------------------------------------ | --- | --------------- |
| 20                               | Stechen                          | Buenos Aires, Argentinien                                    | Die Aufgabe war es Zitate den Kandidaten zuzuordnen. Alle zitierten Kandidaten waren zu diesem Zeitpunkt ausgeschieden. Das Spiel war ein Sudden-Death, diejenige die falsch lag während die andere richtig lag schied aus. Jessica verlor und schied aus. |                 |
| 21                               | 1                                | Lagos del Rocio, Pilar, Provinz Buenos Aires, Argentinien    | Das Kandidatenfeld wurde in drei Gruppen aufgeteilt. Aaron musste sich unter Wasser Lieder anhören und den Interpreten per Funkgerät an Martin weitergeben. Martin musste auf einer Übersichtstafel den Standort eines sich im See befindenden Rettungsringes, mit dem Gesicht des Interpreten darauf, finden und Colleen und Yves per Megafon zum entsprechenden Ring führen. Diese mussten mit einem Stehpaddel ins Wasser und den Rettungsring damit ans Ufer bringen. Jeder richtige Ring brachte 1.000 €. Es waren acht Ringe möglich und das Zeitlimit betrug 30 Minuten. Das Team fand fünf richtige Ringe und erspielte damit 5.000 €. | 5.000 €         |
| 22                               | 2                                | Hotel La Reserva Cardales, Provinz Buenos Aires, Argentinien | Die Gruppe wurde in zwei Gruppen aufgeteilt. Dabei spielte Aaron dieses Spiel in der Annahme die anderen wüssten von diesem Spiel nichts. Die drei anderen wurden einzeln von Lockvögeln in eine Situation gebracht. Die Aufgabe von Aaron war es die Reaktion des Kandidaten einzuschätzen, um damit vermeintlich 1.000 € pro richtig vorhergesagter Reaktion für den Jackpot zu erspielen. Die Aufgabe von Yves, Martin und Colleen war es allerdings genau gegenteilig zu der von ihnen von Aaron angenommenen Vermutung zu reagieren damit Aaron immer falsch liegt. Wenn sie es schaffen würden, dass Aaron falsch liegt, kämen pro Situation 1.000 € in den Jackpot. Bei Martin wurde die weibliche Masseurin durch einen männlichen Masseur ausgetauscht. Die Frage war ob Martin den Raum verlässt oder sich auch von diesem massieren lässt. Aaron war der Meinung Martin lässt dies zu und bleibt im Raum und lag damit falsch. Bei Colleen wurden ihre Sachen von der Liege durch ein Paar entfernt, damit sich dieses Paar auf die Liege legen kann. Es galt einzuschätzen, ob sie sich beschwert oder ob sie es so hinnimmt. Aaron schätzte, dass sie nicht eingreift und lag damit erneut falsch. Bei Yves wurde durch den weiblichen Lockvogel die Telefonnummer erfragt. Aaron sollte einschätzen, ob er ihr diese gibt oder nicht. Er sagte, dass er die Nummer nicht rausgeben wird und schätzte die Reaktion von Yves falsch ein. | 3.000 €         |
| 23                               | 3                                | Obelisk von Buenos Aires, Buenos Aires, Argentinien          | Die Gruppe wurde in zwei Teams aufgeteilt, die gegeneinander spielten. Beide Gruppen hatten die gleiche Aufgabe. Die Aufgabe war es binnen einer Stunde eine Person zu finden, die einen Buzzer am Platz des Obelisken drückt und dabei ein durch das Team festgelegtes Codewort sagt. Dafür hatten sie ein Smartphone und ein Notebook mit Internetzugang zur Verfügung und durften zusätzlich dabei ihren Raum, die Ladefläche des Transporters, nicht verlassen. Es war gestattet technisch alles zu nutzen, außer Social Media. Jedes Team welches es schaffte eine Person zu finden und mit deren Hilfe den Buzzer drückte, wobei die Person das richtige Codewort sagen musste, erspielte 5.000 € für den Jackpot. Das schnellere Team bekam zusätzlich einen einzigen Joker und Einblick für einen in die Mole-Cam von Jessica. Beide Teams fanden jemanden, die Person des Teams mit Martin und Aaron war schneller. Aaron bekam den Joker und den Einblick in die Mole-Cam. | 10.000 €        |
| 24                               | Ausscheid                        | Buenos Aires, Argentinien                                    | Der Ausscheid fand diesmal separat statt, sodass niemand (außer der Ausgeschiedene) wusste wer ausgeschieden ist. Die Gruppe sollte danach ausdiskutieren wer ihrer Meinung nach ausgeschieden ist und sich mehrheitlich (also mit mindestens drei Stimmen) auf diesen Kandidaten festlegen. Lag die Gruppe richtig bekam sie 5.000 € für den Jackpot, lag sie falsch durfte der ausgeschiedene Kandidat bleiben. Während die Gruppe diskutierte wurden jede Sekunde 10 € aus dem Jackpot entfernt. Es wurde 564 Sekunden lang diskutiert, womit 5.640 € aus dem Jackpot entfernt wurden. Die Gruppe lag allerdings mit ihrer Einschätzung, dass Aaron ausgeschieden ist, richtig, womit dieser wieder um 5.000 € aufgefüllt wurde und Aaron ausschied. | – 640 €         |
| In dieser Folge erspieltes Geld: | In dieser Folge erspieltes Geld: | In dieser Folge erspieltes Geld:                             | In dieser Folge erspieltes Geld: | 18.000 €        |
| Bis hier hin erspieltes Geld:    | Bis hier hin erspieltes Geld:    | Bis hier hin erspieltes Geld:                                | Bis hier hin erspieltes Geld: | 52.130 €        |

### Folge 8
| Tag                              | Spiel                            | Location                         | Verlauf | Erspieltes Geld |
| -------------------------------- | -------------------------------- | -------------------------------- | --- | --------------- |
| 25                               | 1                                | Mar del Plata, Argentinien       | Die Aufgabe war es einen Wasserturm an der Außenseite herunterzulaufen. Jeder der unten ankam und einen Buzzer drückte erspielte 1.000 € für den Jackpot. Wer es auf dem Weg noch schaffte mit den Füßen zwei Symbole zu berühren erspielte pro Symbol weitere 1.000 €. Colleen erreichte ein Symbol und den Buzzer, Yves beide Symbole und den Buzzer und Martin ebenfalls beide Symbole und den Buzzer. Damit wurden 8.000 € von möglichen 9.000 € erspielt. | 8.000 €         |
| 26                               | 2                                | Mar del Plata, Argentinien       | In diesem Spiel mussten zwei Spieler 22 Tassen einsammeln. Diese beiden Spieler (Yves und Colleen) mussten dabei eine Virtual-Reality-Brille tragen und sahen darin das Livebild einer Kamera. Die Kamera wurde dabei durch Martin gehalten. Jede Tasse, die durch Yves oder Colleen zu The Bosshoss gebracht wurde, war 250 € wert. Damit betrug der maximal erspielbare Betrag 5.500 €. Es wurden 19 Tassen gefunden und gebracht und damit 4.750 € erspielt. | 4.750 €         |
| 27                               | 3                                | Irgendwo in Argentinien          | Das Spiel bestand aus zwei Teilen. Die Kandidaten wurden in einen Raum geführt in dem 18 Gegenstände zu sehen waren. Im Anschluss sollte für den ersten Teil jeder von ihnen eine Frage zu den Ausstellungsstücken beantworten. Für jede richtige Antwort gab es 500 €, damit waren maximal 1.500 € möglich. Es wurden 500 € erspielt. Der zweite Teil der Aufgabe bestand darin, alle zu sehen gewesenen Gegenstände aufzuschreiben. Wer mindestens 15 aufschreiben konnte erspielte 1.000 € für den Jackpot. Derjenige, der die meisten Gegenstände auflisten konnte, bekam zusätzlich die schriftlichen Aufzeichnungen eines verbliebenen Kandidaten und seine eigenen zurück. Der, dessen Aufzeichnungen durch den Gewinner nicht ausgewählt wurden, bekam diese ebenfalls zurück. Alle schafften 16 richtige Gegenstände und erspielten damit 3.000 €. Um die Aufzeichnungen wurde mit einer Stichfrage gespielt, die Colleen für sich entschied. Sie bekam damit die Aufzeichnungen von Martin und ihre eigenen. Yves bekam seine ebenfalls zurück. | 3.500 €         |
| 28                               | Finale                           | Faro Querandi, Argentinien       | Zuerst wurde offenbart, dass Colleen der Mole ist und aufgezeigt welche Hinweise es auf Colleen gab und wie und wo sie manipuliert hatte. Im Anschluss wurde bekanntgegeben, dass Yves und Martin beide auf Colleen als Mole gesetzt hatten und gleich viele Fragen richtig beantwortet hatten. Damit war die Zeit, in der die Fragen beantwortet wurde, für den Sieg ausschlaggebend. Martin siegte. |                 |
| In dieser Folge erspieltes Geld: | In dieser Folge erspieltes Geld: | In dieser Folge erspieltes Geld: | In dieser Folge erspieltes Geld: | 16.250 €        |
| Gesamt erspieltes Geld:          | Gesamt erspieltes Geld:          | Gesamt erspieltes Geld:          | Gesamt erspieltes Geld: | 68.380 €        |

## Rezeption

### Kritiken
Der Medienjournalist Alexander Krei schrieb bei DWDL.de, dass die Zuschauer gut unterhalten werden. Die erste Folge biete ein erstaunliches Maß an Abwechslung und Spannung. Sie habe einen Hauch von Breaking Bad. David Grzeschik von Quotenmeter.de ist ebenfalls der Meinung, dass die Show mehr an eine fiktionale Serie erinnere. Durch die Kameraeinstellungen und Schnitte wurden sehr starke Bilder konstruiert. Durch die professionelle Umsetzung wirke jedoch die Show befremdlich und überinszeniert. Die Grenzen zwischen Realität und Fiktion seien bei der Show so weit undeutlich, dass sich der Zuschauer irgendwann fragen werde, was am Ende überhaupt noch echt ist.
Des Weiteren kritisiert Krei den englischen Original-Titel, der bei der Neuauflage verwendet wird. Der Begriff wirke wie ein Fremdkörper. Der deutsche Name wäre verständlicher gewesen, zumal die Mitwirkenden ständig das englische Wort von Maulwurf verwenden.
Ingo Scheel fasste die erste Folge mit „viel Leerlauf, einiges an landschaftlicher Atmo[sphäre], zwei Moderatoren im Dienst nach Vorschrift und das so übel-übliche Andicken von Showgeschehen mit ausuferndem Tratsch-Talk und engagiertem Intrigieren“ zusammen. Erst am Schluss werde der Zuschauer mit einem Cliffhanger zum Weiterschauen angeregt.

### Einschaltquoten
| Folge        | Datum         | Zuschauer   | Zuschauer       | Marktanteil | Marktanteil     | Quelle        |
| Folge        | Datum         | Gesamt      | 14 bis 49 Jahre | Gesamt      | 14 bis 49 Jahre | Quelle        |
| ------------ | ------------- | ----------- | --------------- | ----------- | --------------- | ------------- |
| 1            | 6. Mai 2020   | 1,56 Mio.   | 0,82 Mio.       | 5,0 %       | 9,0 %           | [ 7 ]         |
| 2            | 13. Mai 2020  | 1,13 Mio.   | 0,59 Mio.       | 3,6 %       | 6,7 %           | [ 8 ] [ 9 ]   |
| 3            | 20. Mai 2020  | 0,91 Mio.   | 0,54 Mio.       | 3,3 %       | 7,1 %           | [ 10 ] [ 11 ] |
| 4            | 27. Mai 2020  | 1,01 Mio.   | 0,52 Mio.       | 3,5 %       | 6,3 %           | [ 12 ] [ 13 ] |
| 5            | 3. Juni 2020  | 0,90 Mio.   | 0,50 Mio.       | 3,1 %       | 6,3 %           | [ 14 ] [ 15 ] |
| 6            | 10. Juni 2020 | 1,00 Mio.   | 0,57 Mio.       | 3,3 %       | 6,4 %           | [ 16 ] [ 17 ] |
| 7            | 17. Juni 2020 | 0,95 Mio.   | 0,54 Mio.       | 3,4 %       | 6,9 %           | [ 18 ] [ 19 ] |
| 8            | 24. Juni 2020 | 1,03 Mio.   | 0,58 Mio.       | 4,1 %       | 8,6 %           | [ 20 ] [ 21 ] |
| Durchschnitt | Durchschnitt  | ⌀ 1,06 Mio. | ⌀ 0,58 Mio.     | ⌀ 3,66 %    | ⌀ 7,16 %        |               |